# Baghlan (stad)
Baghlan is een stad van de provincie Baghlan, waarvan Pol-e Chomri in het midden-noorden van Afghanistan de hoofdstad is. De bevolking werd in 2006 geschat op 56.200 inwoners.